# Wei Pu
 (février 2021).
Si vous disposez d'ouvrages ou d'articles de référence ou si vous connaissez des sites web de qualité traitant du thème abordé ici, merci de compléter l'article en donnant les références utiles à sa vérifiabilité et en les liant à la section « Notes et références ».
Wei Pu (chinois : 卫朴 ; Wade-Giles : Wei P'u) est un astronome chinois du XIe siècle sous la dynastie Song (960-1279).
Wei fut un collègue et ami proche de Shen Kuo (1031-1095). Ils servirent au « Bureau de l'astronomie » et collaborèrent sur divers projets astronomiques.